# Переводческая премия Мартинуса Нейхофа
Переводческая премия Мартинуса Нейхофа — премия за лучший перевод литературного произведения с голландского и на голландский язык (Нидерланды).
Премия была учреждена в 1953 году Культурным фондом принца Бернарда (с 1999 г. — Культурные фонды принца Бернарда) в память о поэте-переводчике Мартинусе Нейхофе (1894—1953).
В период с 1955 по 1960 годы премия вручалась поочередно: один год — за переводы с иностранного языка на голландский, а на другой — за переводы с голландского языка на иностранный. С 1961 по 1993 годы премия присуждалась каждый год за оба вида переводов одновременно. С 1994 года премия за перевод с голландского языка на иностранный стала присуждаться раз в три года, а за перевод на голландский язык с иностранного два раза в три года. В 2005 и 2015 гг. в связи с 65 и 75 юбилеем Фонда премии были присуждены сразу двум переводчикам.
В настоящее время премия составляет 35 000 евро.